# Modla
Die Modla (früher auch Hostinná, deutsch Model oder Morellenbach) ist ein linker Nebenfluss der Elbe in Tschechien.
Er entspringt südlich des Berges Pákova hora im Böhmischen Mittelgebirge in 482 m ü. M. Sein Lauf führt nach Osten an Lhota (Lhotta) und Mrsklesy (Merskles) vorbei.
Oberhalb von Vlastislav (Watislaw) vereint sie sich mit weiteren Quellbächen. Nördlich des Dorfes liegt an der Modla die Kapelle des hl. Johannes von Nepomuk. Zu dieser 1792 nahe einer kräftigen Quelle errichteten Wallfahrtskapelle führten alljährliche Pfingstwallfahrten. Gelegentlich wird dieser Ort auch als Quelle der Modla betrachtet.
Im breiten fruchtbaren Modeltal, das nach Südosten vorbei am 481 m hohen Košťál führt, liegen die Orte Dřinek (Trinka), Teplá (Töpley), Třebenice (Trebnitz) und Chodovlice (Chodowlitz). Über Úpohlavy (Oppolau), Želechovice (Schelchowitz), Čížkovice (Tschischkowitz) und  Sulejovice (Sullowitz) fließt die Modla dann nordöstlich bis Lukavec (Lukawetz). Dort ändert sie ihre Richtung in einer Flussschleife nach Nordwest und mündet in Lovosice (Lobositz) nach 27,2 km in die Elbe.
Der Fluss hat ein Einzugsgebiet von 93,5 km² und eine Abflussmenge von 0,36 m³/s.
Entlang des früher wasserreichen Flüsschens wurden 16 Mühlen betrieben. Davon sind noch die barocke Mühle in Vlastislav aus dem Jahr 1752 und die noch ältere Wiesenmühle (Lucký mlýn) zwischen Úpohlavy und Chodovlice, die bereits vor 1695 als herrschaftliche Mühle der Zajíc von Hasenburg existierte, erhalten.
Heute werden die Quellen oberhalb von Vlastislav gezapft und von einem Wasserwerk in eine Fernwasserleitung eingespeist. Die Modla besitzt derzeit eine schlechte Wasserqualität und nimmt die Abwässer mehrerer Orte, die über keine oder nur teilweise Kanalisation verfügen, auf.